# Едличка, Алоиз Вячеславович
Алоиз Вячеславович Едличка (нем. Alois Jedliczka; 14 декабря 1821, Куклени, ныне в составе города Градец-Кралове — 1894, Полтава) — украинский композитор и музыкальный педагог чешского происхождения. Отец Эрнста Едлички и Екатерины Едличка. Его брат Венцеслав Венцеславович Едличко – педагог, общественный деятель, композитор (автор струнного квартета по мотивам оперы Дж. Мейербера «Пророк»).

## Биография
Окончил Пражскую консерваторию (1842), ученик Диониса Вебера и Джованни Баттиста Гордиджани. С 1848 г. жил и работал в Полтаве, преподавал в Институте благородных девиц; среди его учениц была и будущая оперная певица Александра Сантагано. Известен, прежде всего, фортепианными обработками украинских народных песен, составившими сборник «Собрание 100 малороссийских песен» (1861, переизданы в издательстве Юргенсона в 1869 г.); обработал также музыку Опанаса Марковича к драме Ивана Котляревского «Наталка Полтавка». Автор собственных фортепианных пьес и романсов.